# Huang Quan
|  | Per a altres significats, vegeu «Huang Quan (pintor)». |

En aquest nom xinès, el cognom és Huang.
Huang Quan (mort el 240 dC), nom estilitzat Gongheng (公衡) va ser un general que va viure durant el període de la tardana Dinastia Han Oriental i l'era dels Tres Regnes de la història xinesa. Tingué un fill anomenat Huang Chong. Serví en primer lloc va al senyor de la guerra Liu Zhang en la província de Yi. En el 211 dC, Huang Quan va advertir a Liu Zhang que Liu Bei tenia la intenció d'arrabassar-li el control de la província de Yi. Va expressar-se enèrgicament perquè Liu Zhang fera cas a les seves advertències, però va ser en va.
Quan Liu Bei prengué el control de la província de Yi, va ocupar a Huang Quan; Liu fins i tot el va anar a buscar a casa seva. Huang Quan va prendre part en la campanya contra Wu Oriental i com hi eren els camps cremant-se es va rendir davant Cao Wei.
En eixe moment, alguns dels vassalls de Liu Bei suggeriren que Liu Bei matés a la família de Huang; però Liu Bei admeté el seu fracàs en eixa campanya i va ordenar de deixar viva a la família de Huang Quan. Llavors, la seva família es va salvar, però, la seva reputació va quedar tacada davant de molts comandants que van lluitar fins al final.
Després, quan Liu Bei faltà a causa d'una malaltia, els vassall de Cao Pi ho van celebrar, i va ser únicament Huang Quan qui es va quedar de dol a casa sense visitar el palau per celebrar-ho. Al sentir d'açò Cao Pi, va començar a confiar en ell més que mai. Després Huang Quan es va assabentar que el que va fer havia estat informat a Cao Pi, i des d'eixe moment va començar a ser molt prudent durant tota la resta de la seva vida i fou molt conegut per la seva habilitat de no mostrar les emocions en públic.
Sima Yi no es creia que Huang Quan fóra capaç de no mostrar cap emoció pel que va ordenar de sabotejar el carro de Huang Quan en secret. Quan Huang Quan va eixir l'endemà, l'eix del carro es va trencar i Huang Quan va caure a terra. Els agents de Sima Yi que el vigilaven d'amagat es van sorprendre en veure que Huang Quan no digué ni piu ni va mostrar cap emoció, simplement s'alçà amb calma i va tornar a casa, fins i tot amb cap persona mirant. Sima Yi finalment cregué en l'autocontrol de Huang Quan.